# Badekåbe
En badekåbe er en kåbe i tykt, blødt stof, der benyttes før og efter et bad. De er primært fremstillet i frotté af bomuld og kan have forskellige mønstre og farver. Badekåber har ofte sjalskrave og et bælte til at binde om livet, for at lukke kåben, da den ikke har andre lukkeanordninger.
En badekåbe adskiller sig fra en morgenkåbe (slåbrok), ved at den bæres direkte på kroppen, mens en morgenkåbe bæres uden på andet tøj som en pyjamas.